# Tremezzo
Tremezzo – miejscowość i gmina we Włoszech, w regionie Lombardia, w prowincji Como.
Według danych na rok 2004 gminę zamieszkiwały 1313 osoby, 164,1 os./km².
4 lutego 2014 gmina została zlikwidowana.